# LatinVillage
LatinVillage Festival is een jaarlijks muziekfestival georganiseerd door A Venue Events en vind plaats in Nederland. Het richt zich op Latijns-Amerikaanse muziek, waaronder stijlen zoals reggaeton, salsa, bachata en Latin house. Het festival wordt sinds 2005 gehouden en vindt plaats in het recreatiegebied Spaarnwoude, vlak bij Amsterdam.

## Geschiedenis en ontwikkeling
LatinVillage begon als een kleinschalig evenement en ontwikkelde zich sindsdien verder tot het eerste en grootste Latin georiënteerde festival van Nederland. Het eerste festival trok enkele honderden bezoekers, maar was uitgegroeid tot een tweedaags evenement met tussen de 25.000 en 35.000 bezoekers, mede te danken aan de toenemende interesse in Latin muziek en cultuur in Nederland en omliggende landen.
Tot 2023 hield LatinVillage een tweedaags festival. In juli 2023 werd het enkel op de zondag gehouden, mede omdat verkoop van de tickets voor op de zaterdag tegenviel. Op de zaterdag worden sindsdien op het terrein Dance Valley en Dutch Valley gehouden. De organisatie achter het festival Free Your Mind heeft sinds februari 2024 deze twee festivals overgenomen: Dance Valley heet nu 'Free Your Mind' en Dutch Valley heet sinds dat moment 'Zin In De Zomer Fest'. LatinVillage vindt hedendaags nog maar plaats in één weekend in plaats van twee, waarbij 'Free Your Mind' en 'Zin In De Zomer' het eerste weekend heeft overgenomen.

## Locatie
Het festival wordt gehouden in recreatiegebied Spaarnwoude vanwege de natuurlijke omgeving. LatinVillage heeft een gemiddeld bezoekersaantal van 25.000 tot 35.000 bezoekers.

## Optredende artiesten
Voorbeelden van artiesten die op LatinVillage hebben opgetreden:
- Broederliefde
- Childsplay
- Cho (rapper)
- Diquenza
- Gregor Salto
- Jacin Trill
- Kraantje Pappie
- La Fuente
- Lucien Foort
- Martin Solveig
- Mitch Crown
- Nelson Freitas
- Quique
- SBMG
- The PartySquad
- Yung Felix